# Trichosaundersia lineata
Trichosaundersia lineata là một loài ruồi trong họ Tachinidae.